# Oligopogon rufus
Oligopogon rufus är en tvåvingeart som beskrevs av Geller-grimm och Hradsky 2003. Oligopogon rufus ingår i släktet Oligopogon och familjen rovflugor.
Artens utbredningsområde är Turkiet. Inga underarter finns listade i Catalogue of Life.